# Neeltje Jantje (schip, 1931)
De Neeltje Jantje is een van de laatst overgebleven Waalschokkers. Het schip is als Varend monument® ingeschreven in de A-categorie van het Nationaal Register Varende Monumenten van de Federatie Varend Erfgoed Nederland (FVEN).
De Waalschokker is een Nederlands historisch bunschip met een hoog dek waaronder de schipper en zijn gezin huisden. Tot ongeveer 1950 werd ermee op de Maas, Waal en Boven-Rijn gevist op zalm en paling. Daarna verdwenen zij langzaam uit beeld als gevolg van de ontwikkeling van modernere vangsttechnieken en de achteruitgang van de visstand in de grote rivieren.
Waalschokkers hadden oorspronkelijk geen motor of zeil, mast en tuigage dienden slechts als hijstuig. Zij werden door andere beroepsvaartuigen stroomopwaarts gesleept tot ver in Duitsland en zakten daarvandaan al vissend de rivier af.
De Neeltje Jantje is in 1931 bij de gebroeders Eltink in Beneden-Leeuwen gebouwd in opdracht van schipper Roel van Hoften uit Heerewaarden. Tot de jaren 50 is het schip gebruikt voor de visvangst op de Waal en de Boven-Rijn. Daarna heeft het tot 1993 dienstgedaan als woonboot en plezierjacht.
In 1993 kocht de Rotary Tiel-Waalstreek de Neeltje Jantje, om het schip in de oorspronkelijke staat terug te brengen. Sinds 1997 is de Stichting tot behoud van de Waalschokker Neeltje Jantje eigenaar.
In juli 2012 heeft de Sectie Varende Monumenten van de FONV besloten dat de Neeltje Jantje voldoet aan de criteria die aan een Varend monument worden gesteld.
De Neeltje Jantje (nu met motor) heeft Tiel als thuishaven en is te huur voor tochten op de Waal, Maas en Rijn. De opbrengsten van de verhuur worden gebruikt om het schip als cultureel erfgoed te bewaren.
Een schaalmodel van de Neeltje Jantje (gebouwd door Job van Alphen) is te zien in de etalage van Van Wijk verf, een van de sponsoren.